# 4646 Kwee
4646 Kwee је астероид главног астероидног појаса са средњом удаљеношћу од Сунца која износи 2,430 астрономских јединица (АЈ).
Апсолутна магнитуда астероида је 13,8.